# Астафьев, Александр Григорьевич
Александр Григорьевич Астафьев (псевдоним — Олесь Ничлава; 10 августа 1952, Лазарев — 29 октября 2020) — советский и украинский поэт, критик, литературовед, переводчик. Член Национального союза писателей Украины (1992), доктор филологических наук (1999), профессор (1999).

## Биография
Родился в семье репрессированных. Детство прошло в селе Волковцы (Борщёвский район), Тернопольская область.
В 1980 году окончил Украинский полиграфический институт имени Ивана Фёдорова во Львове и аспирантуру при Институте литературы имени Тараса Шевченко АН Украины.
Работал заведующим редакцией издательства «Каменяр» (1980—1981) во Львове, корреспондентом газеты «Звезда» (1981—1982), преподавателем кафедры украинской литературы Нежинского педагогического университета (1986—2001).
В 1999 году в Институте литературы имени Тараса Шевченко защитил докторскую диссертацию «Лирика украинской эмиграции: Эволюция стилевых систем».
Ныне — профессор Киевского национального университета имени Тараса Шевченко.
Отец украинского писателя Анатолия Днистрового. Муж учёного, публициста и общественного деятеля Марии Астафьевой.

## Творчество
Поэтическим произведениям Астафьева свойственны эмоциональная насыщенность, самобытность художественных средств, разнообразие форм. Как поэт эволюционировал от неоромантизма и имажинизма к синтезам экспрессионизма и сюрреализма.
Переводит поэтические произведения с французского, польского, чешского, болгарского, русского, белорусского языков. Автор статей на литературные темы в периодической украинской и зарубежной прессе.

## Сочинения
Поэтические сборники:
- «Листвяний дзвін»,
- «Заручини» (Київ, 1988),
- «Слова, народжені снігами» (Ніжин, 1995),
- «Зблизька і на відстані» (Київ, 1996).

Литературоведческие труды, монографии:
- «Нарис життя і творчості Ігоря Качуровського» (Ніжин, 1994),
- «Петро Одарченко. Штрихи до літературного портрета»,
- «Поети „Нью-Йоркської групи“» (Ніжин, 1995),
- Предисловие к сборнику «Ідуть дощі» Татьяны Череп (1995).
- «Стилізація» (Ніжин, 1998),
- «Лірика української діаспори: еволюція художніх систем» (Київ, 1998),
- «Образ і знак. Українська емігрантська поезія у структурно-семіотичній перспективі» (Київ, 2000),
- «Художні системи українського зарубіжжя» (Київ, 2000).

Книга памфлетов:
- «Ніжинські гримаси» (Чернігів, 1994) — в соавторстве.